# بیلی کی (کشتی‌گیر)
جسیکا مک‌کِی (زاده ۲۳ ژوئن ۱۹۸۹) کشتی‌گیر حرفه‌ای استرالیایی است. او اکنون با کمپانی دبلیودبلیوئی قرارداد دارد و با نام بیلی کِی و در برَند اسمکدان فعالیت می‌کند.
در ژوئن ۲۰۰۷، کِی آغاز به کشتی‌گرفتن در پرو رسلینگ الاینس (PWA) کرد و یک سال بعد هم در پرو رسلینگ ویمنز الاینس آغاز به کار کرد، جاییکه او دو بار قهرمان کمربند پی‌دبلیودبلیواِی شد.
سپس او سالها در ایندیپندنت سرکیت(پروموشن‌های مستقل) ایالات متحده فعالیت کرد که از شناخته‌ترین و رایج‌ترین آنها می‌توان به شیمر ویمن اتلیتس اشاره کرد.

## اوایل زندگی
مک‌کِی از ده سالگی با برادرش به تماشای کشتی حرفه‌ای می‌نشست و فعالیت کشتی حرفه‌ای خود را از پروموشن استرالیایی مستقر در سیدنی به نام پرو رسلینگ الاینس آغاز کرد. پیش از کشتی حرفه‌ای، او در بسکتبال مهارت یافته بود. او در همان دبیرستانی (وست‌فیلدز اسپورتس) شرکت کرد.